# Molendriegang (Leidschendam)

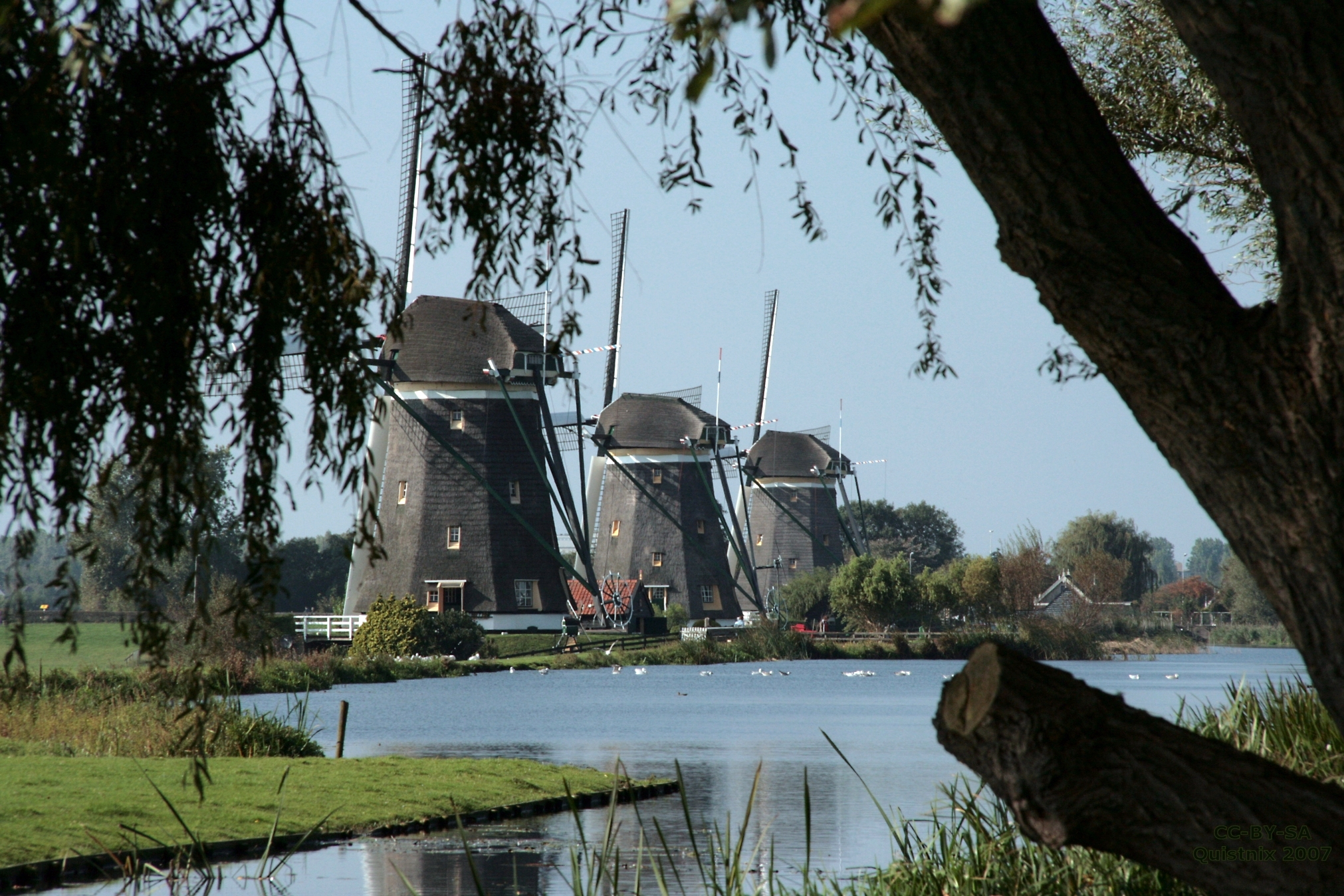
De drie molens staan op een rij.

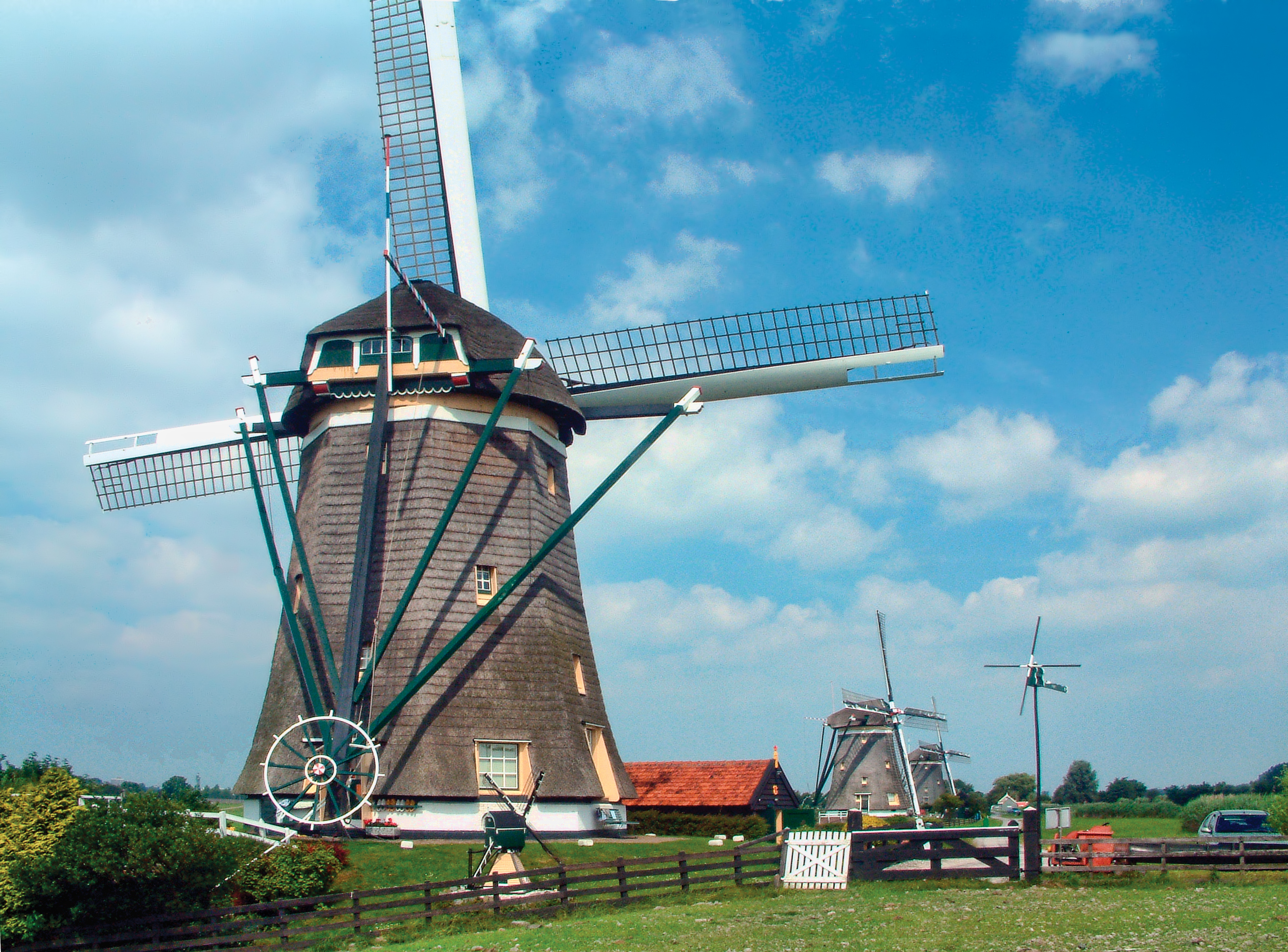
Gezicht vanaf de ondermolen

De Molendriegang in de omgeving van de Nederlandse plaats Leidschendam is een molengang die bestaat uit drie windmolens. De molens zijn gebouwd rond 1672 voor het droogmalen van De Driemanspolder (later opgegaan in de Nieuwe Driemanspolder). De ondermolen is in 1902 door de bliksem getroffen en afgebrand en is in 1903 vervangen door een nieuw exemplaar. In 1945 werd in de ondermolen een nieuwe pomp geplaatst, maar die had te weinig capaciteit. Om die reden is de driegang in 1951 buiten bedrijf gesteld.
De drie molens waren sinds 1958 eigendom van de provincie Zuid-Holland, en werden in december 2023 aan de Rijnlandse Molenstichting overgedragen.
De molens zijn in de afgelopen jaren gerestaureerd en zijn maalvaardig. De pomp in de ondermolen is in 2006 vervangen door een pomp met een grotere capaciteit, waardoor de driegang meer in balans is gekomen. Er zijn geen bezoekmogelijkheden.
De driegang van Leidschendam draait eens per maand, op zaterdag.